# A War
A War (Originaltitel: Krigen) ist ein dänisches Kriegsdrama des Regisseurs Tobias Lindholm aus dem Jahr 2015 mit Pilou Asbæk in der Hauptrolle. Er erzählt die Geschichte einer dänischen Militäreinheit in Afghanistan, die in einen Hinterhalt der Taliban gerät. Der Film wurde als dänischer Beitrag für den Oscar als bester fremdsprachiger Film eingereicht und für die Oscarverleihung 2016 in der genannten Kategorie nominiert und 2016 mit dem Friedenspreis des Deutschen Films – Die Brücke ausgezeichnet.

## Handlung
Der Offizier Claus Pedersen befehligt eine Einheit dänischer ISAF Soldaten in Afghanistan. Täglich rückt seine Einheit aus, um die örtliche Bevölkerung vor Minen zu warnen und vor den Taliban zu schützen. Diese Aufgabe führt die Soldaten an den Rand der körperlichen und nervlichen Kräfte. Einer seiner Soldaten löst eine versteckte Ladung aus und wird dabei getötet. Daraufhin entscheidet sich Pedersen, seine Soldaten vor Ort auf den Patrouillegängen zu führen. Parallel wird die Geschichte von Pedersens Familie in Dänemark erzählt. Vor allem sein Sohn als mittlerer seiner drei Kinder leidet unter seiner Abwesenheit und wird verhaltensauffällig, was für die Familie eine weitere Belastungsprobe darstellt. In Afghanistan gerät Pedersen mit seiner Einheit in einen Hinterhalt der Taliban und wird in einem Innenhof von verschiedenen Seiten beschossen. Ein dänischer Soldat wird schwer verletzt. Der Feind kann nicht lokalisiert werden. Trotzdem fordert Pedersen einen Luftangriff an, bei dem elf Zivilisten getötet werden. Dafür wird Pedersen in Dänemark vor Gericht gestellt. Seine Frau will, dass er in der Verhandlung Aussagen macht, die ihn entlasten, jedoch nicht beweisbar sind. So sagt er in der Verhandlung, er habe gesehen, dass die Soldaten aus dem Haus beschossen wurden, welches er als Ziel meldete. Seine Frau verlangt, dass er als Vater an seine eigenen drei Kinder denken solle, die im Fall seiner Verurteilung vier Jahre ohne ihren Vater auskommen müssten, anstatt an die afghanischen Zivilisten und deren Kinder. Pedersen ringt mit sich, behauptet dann aber, jemand – er erinnere sich nicht wer – habe ihm Ziele in dem fraglichen Haus gemeldet. Die Staatsanwältin glaubt ihm nicht. Als einer der letzten Zeugen sagt Pedersens Funker aus und behauptet, er habe Mündungsfeuer aus der entsprechenden Richtung gesehen. Diese Aussage ist ausreichend, Pedersen freizusprechen. Der Zwiespalt zwischen militärischem Auftrag zum Schutz der afghanisches Bevölkerung, Verantwortung gegenüber seinen Soldaten, und die Rolle als Familienvater bereiten seinem Gewissen Probleme. Dies wird besonders darin deutlich, als die Füße seines Sohnes beim zu Bett gehen ihn an die Füße eines getöteten afghanischen Kindes erinnern.